# 황서웅
황서웅(黃庶雄, 2005년 1월 22일 ~ )는 대한민국의 축구 선수로 포지션은 중앙 미드필더이며 현재 K리그1 포항 스틸러스 소속이다.